# NGC 6125
NGC 6125 (NGC 6127, NGC 6128) je eliptična galaktika u zviježđu Zmaju. Naknadno je utvrđeno da su NGC 6127 i NGC 6128 iste galaktike.

## Vanjske poveznice
- (engl.) SEDS: NGC 6125
- (engl.) Hartmut Frommert: Revidirani Novi opći katalog
- (engl.) Izvangalaktička baza podataka NASA-e i IPAC-a
- (engl.) Astronomska baza podataka SIMBAD
- (engl.) VizieR
- (engl.) Auke Slotegraaf: NGC 6125 Deep Sky Observer's Companion
- (engl.) NGC 6125  Arhivirana inačica izvorne stranice od 19. veljače 2015. (Wayback Machine) DSO-tražilica
- (engl.) Courtney Seligman: Objekti Novog općeg kataloga: NGC 6100 - 6149